# Thunder Force-serien
Thunder Force-serien är en dator- och TV-spelsserie med spel tillverkade av Technosoft. Serien består av shoot 'em up-spel som främst handlar om konflikten mellan "Galatiska federationen" (protagonisterna), och "ORN-imperiet" (antagonisterna). Första spelet släpptes 1983.

## Spel

### Huvudserien
| Titel                      | Släppår |
| -------------------------- | ------- |
| Thunder Force              | 1983    |
| Thunder Force Construction | 1984    |
| Thunder Force II           | 1988    |
| Thunder Force III          | 1990    |
| Thunder Force IV           | 1992    |
| Thunder Force V            | 1997    |
| Thunder Force VI           | 2008    |

### Fotnoter
1. ↑  ”Thunder Force series” (på engelska). Mobygames. http://www.mobygames.com/game-group/thunder-force-series. Läst 22 april 2015.